# Theodor Herzog
Theodor Carl Julius Herzog (født 7. juli 1880 i Freiburg im Breisgau, død 6. maj 1961 i Jena) var en tysk botaniker, der især beskæftigede sig med mosser og plantegeografi.
Theodor Herzog foretog flere videnskabelige ekspeditioner til bl.a. Sardinien, Ceylon og Bolivia. Mos-slægten Herzogiella (Pølsekapsel) er opkaldt efter ham.